# Astragalus sanctae-crucis
Astragalus sanctae-crucis är en ärtväxtart som beskrevs av Carlos Luis Spegazzini. Astragalus sanctae-crucis ingår i släktet vedlar, och familjen ärtväxter. Inga underarter finns listade i Catalogue of Life.